# Pieve di Santa Maria Annunziata e San Biagio
La pieve di Santa Maria Annunziata e San Biagio è una pieve romanica risalente all'XI secolo situata a Sala, frazione del comune italiano di Sala Bolognese.
Edificata nel 1096 per sostituire la precedente chiesa paleocristiana del IV secolo, a sua volta eretta sui resti di un tempio pagano, risulta una delle architetture religiose più rappresentative del romanico lombardo presenti nella Città metropolitana di Bologna.